# Distretto di Omkoi
Omkoi (in thailandese อมก๋อย) è il distretto (amphoe) situato più a sud nella provincia di Chiang Mai, in Thailandia.

## Storia
Il distretto minore (king amphoe) fu fondato il 19 aprile 1929, come un'appendice del distretto di Hot. Fu promosso a distretto il 23 luglio 1958.

## Geografia
I distretti confinanti sono Doi Tao, Hot, Sam Ngao, Mae Ramat, Tha Song Yang e Sop Moei. La catena dei monti Thanon Thong Chai dominano il panorama del distretto.

## Amministrazione
Il distretto Omkoi è diviso in 6 sotto-distretti (tambon), che sono a loro volta divisi in 95 villaggi (muban).
| n° | Nome                 | Villaggi | Abitanti |
| -- | -------------------- | -------- | -------- |
| 1  | Omkoi (อมก๋อย)        | 20       | 17.208   |
| 2  | Yang Piang (ยางเปียง) | 17       | 7.990    |
| 3  | Mae Tuen (แม่ตื่น)      | 16       | 9.180    |
| 4  | Mon Chong (ม่อนจอง)   | 9        | 6.008    |
| 5  | Sop Khong (สบโขง)    | 12       | 6.285    |
| 6  | Na Kian (นาเกียน)     | 21       | 7.897    |

## Galleria d'immagini

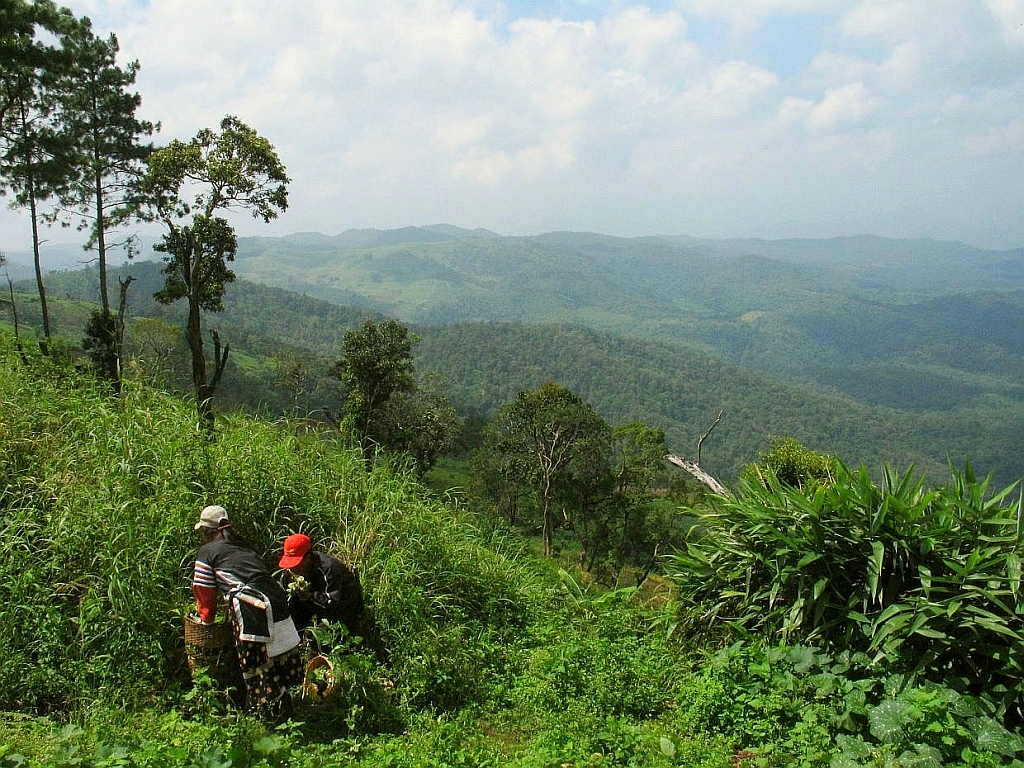
Contadini Lahu nelle montagne di Omkoi
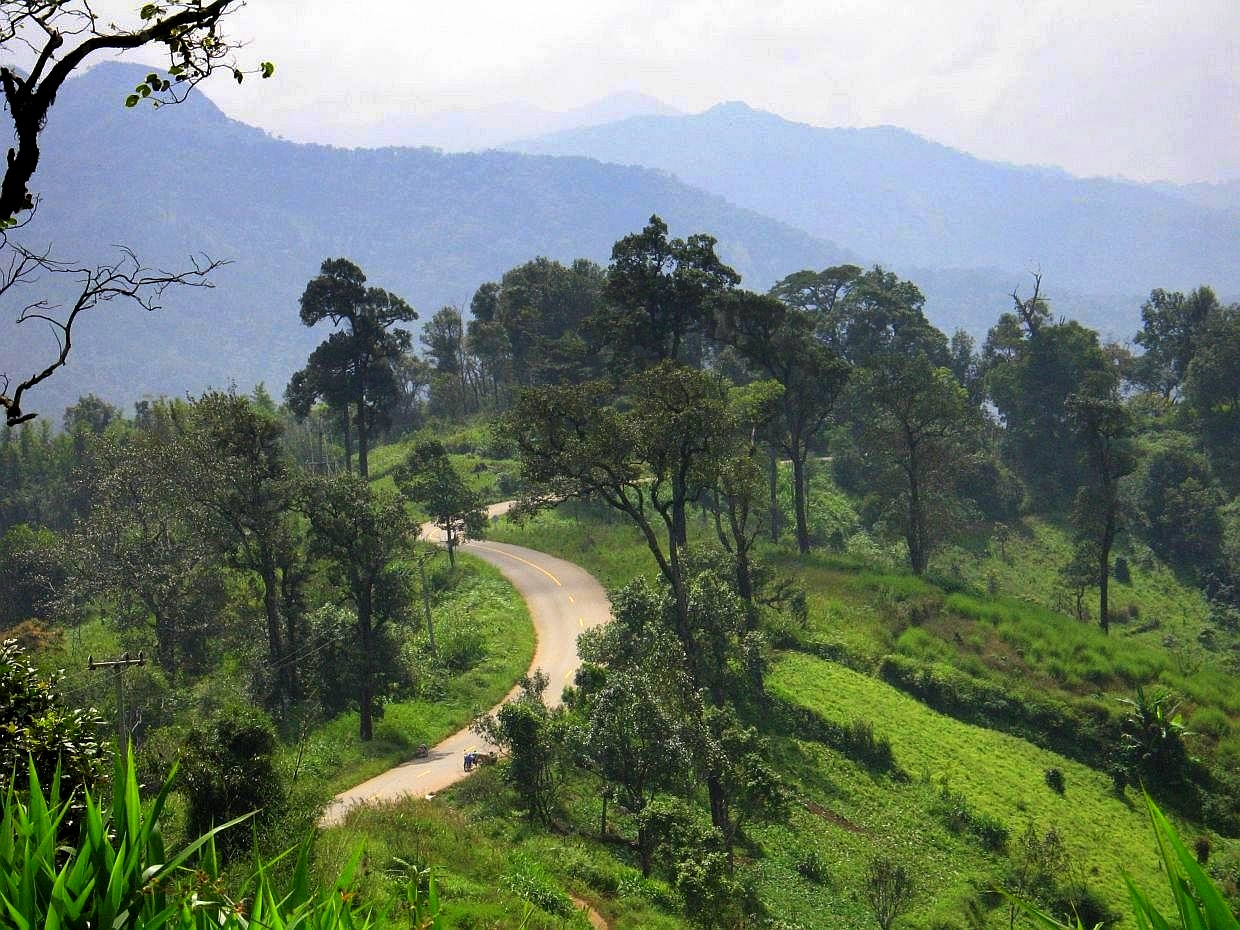
La strada 1099 finisce nella giungla di Mae Thun Noi
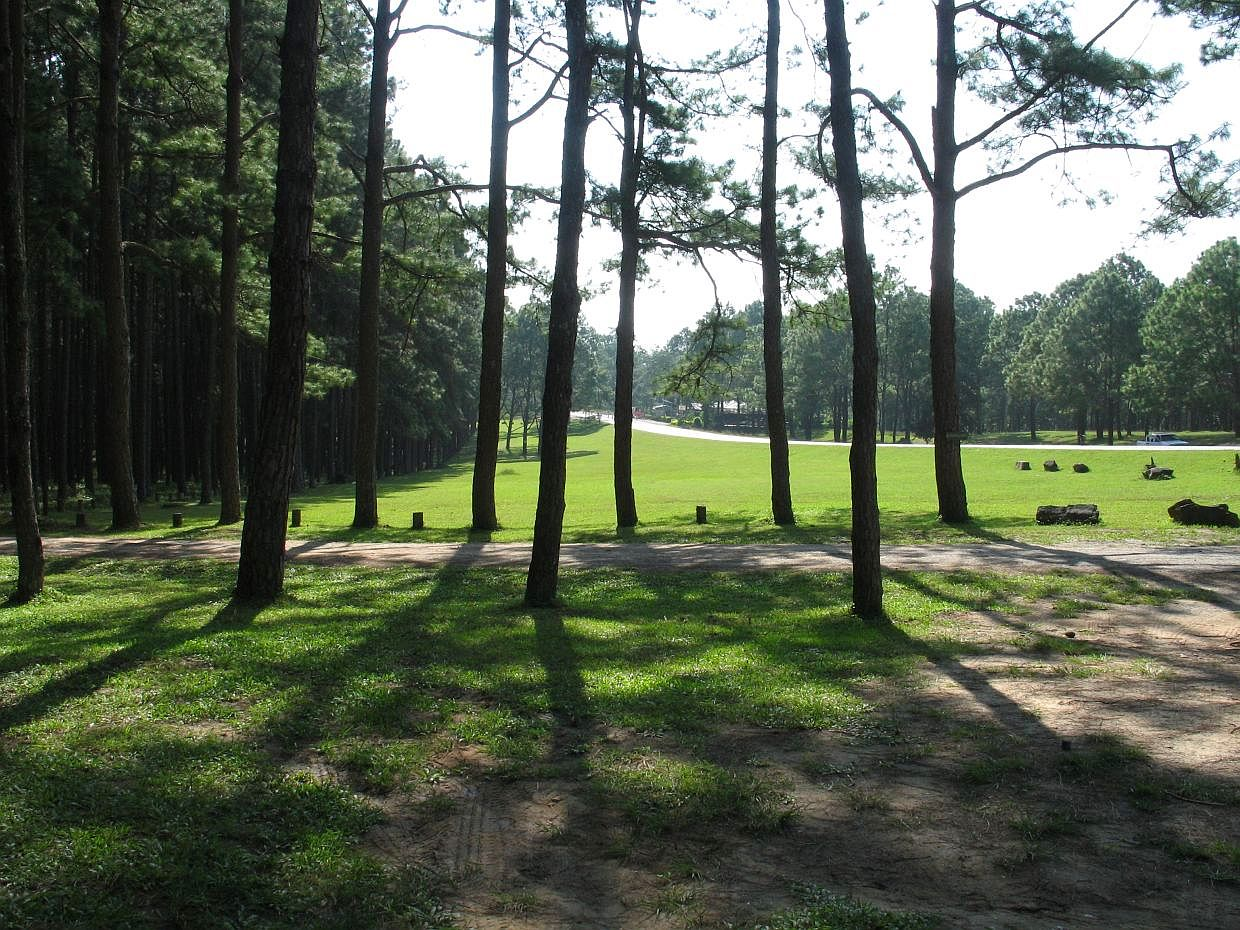
Foresta di pini nei pressi della strada 108